# 北洋滦州官矿
北洋滦州官矿有限公司，简称滦州官矿、滦州煤矿，1906年由时任直隶总督袁世凯主导筹建的滦州煤矿。1907年5月，相关创办方案及招股章程上报，6月获准立案。1908年5月，在直隶总督杨士骧的札饬下，矿务局于天津正式成立“北洋滦州官矿有限公司”。1911年12月，更名“滦州矿务有限公司”。1935年1月17 日，更名为“滦州矿务股份有限公司”。

## 历史

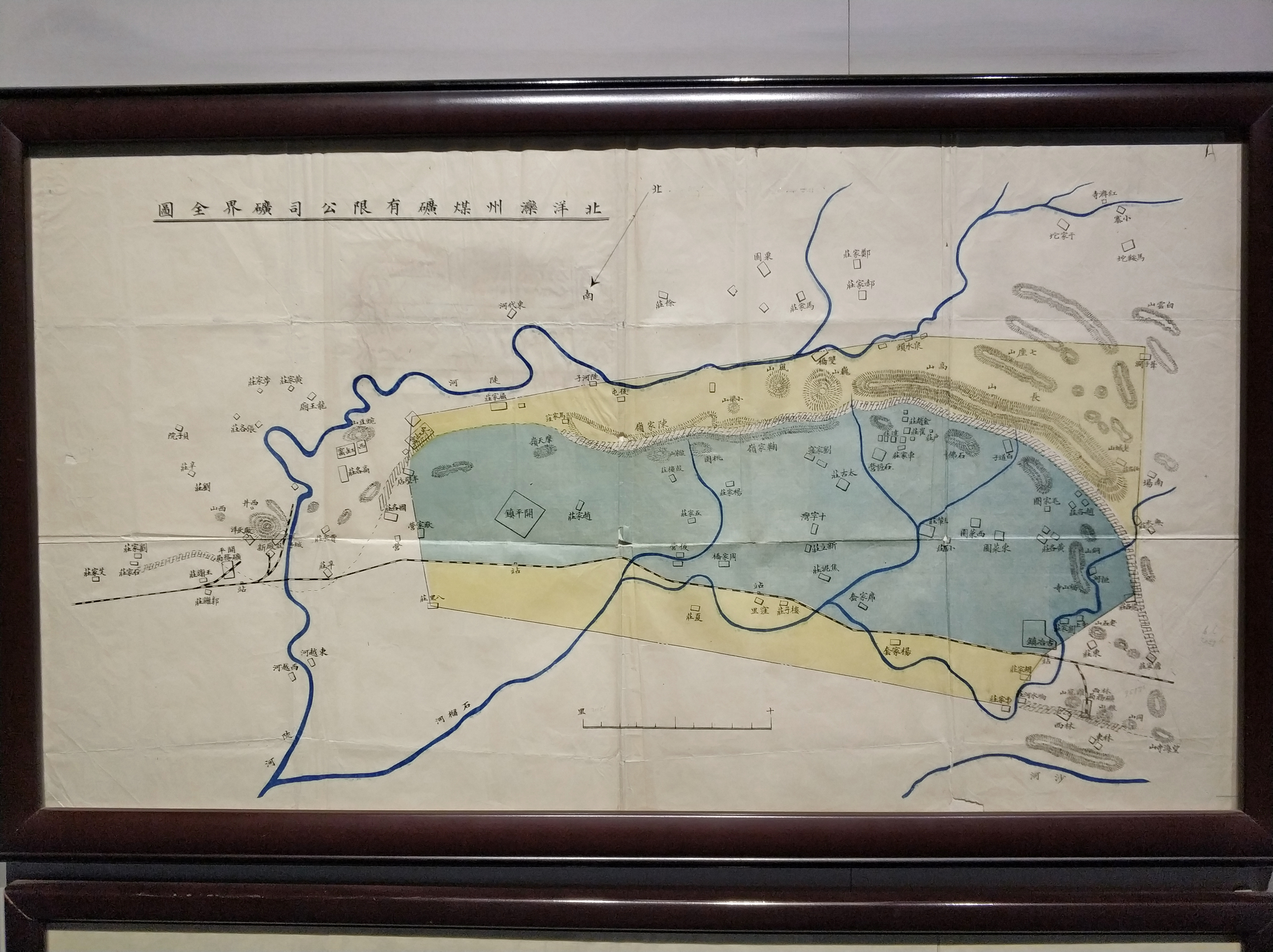
北洋滦州煤矿矿界全图

1901年，八国联军侵华期间，张翼被诱导签订合同，将开平矿务局低价售予英商，引发中英之间长期矿权纠纷，史称“开平矿案”，完全由英国人控制后:6-7。  
为了与开平煤矿对抗，直隶总督袁世凯令周学熙筹办另一座煤矿。
1906年12月17日，袁世凯札饬直隶臬司、长芦盐运使周学熙，在开平煤田筹办滦州煤矿。1907年5月9日，周学熙等人将《滦州煤矿创始办法》和《招股章程》呈报直隶总督袁世凯，拟定名为北洋滦州煤矿有限公司。初原定股本额为200万两，由天津官银号拨款50万两筹备。
1907年6月21日，袁世凯批准滦州煤矿立案。1908年5月8日，继任直隶总督杨士骧札饬在天津玉皇阁正式成立“北洋滦州官矿有限公司”。
滦州官矿与英商开平矿务局长期在价格方面激烈竞争。英商开平煤矿采取了外交手段、经济手段（煤价每吨从4.5元降价到1.8元倾销）以逼停滦州煤矿，但是无效，最后英商放弃了与滦州煤矿竞争。1911年12月，更名“滦州矿务有限公司”。
1912年6月，英资「开平矿务有限公司」与「滦州矿务有限公司」签订「联合」经营合同，在天津设立中英合资开滦矿务局（英語：Kailan Mining Administration），为今日开滦集团的前身。两矿作为有限公司独立存在，公司总股本2000万两，开平、滦州股份各占一半，红利开六滦四分配，超过30万磅则平分；以后新办产业的红利平分。
1935年1月17 日，更名为“滦州矿务股份有限公司”。